# Saar Oron
Saar Oron (hebräisch סער אורון; * 11. Juni 1991 in Galiläa) ist ein britischer Indie-Rock- und Popsänger, Songwriter und Unternehmer israelischer Herkunft.

## Leben
Im Alter von elf Jahren begann Saar Oron, Gitarre zu spielen. Zwei Jahre später schrieb er seinen ersten Song, im Alter von 16 Jahren begann er bei sich zu Hause Musikaufnahmen zu erstellen. Sein Studio finanzierte er durch Gitarrenunterricht.
Als Jugendlicher trat er an verschiedenen Orten in Israel auf und veröffentlichte ein Indie-EP. 2012 verlegte er seinen Wohnsitz nach London.
Unter dem Namen „Sir. O“ veröffentlichte er im März 2013 bei der O2 Academy Islington in London sein EP Someone You're Thinking Of mit den drei Titeln Someone You're Thinking Of, Stay und Three Words. Auf dem Internetportal musiccrowns.org wurde dieses Debüt in England sehr positiv besprochen: „His skills as both a singer and guitarist are highlighted in this work. Notably, Saar’s melodic abilities are strong throughout the EP. The inventive guitar riffs, vocal melodies and lyrics are truly infectious.“
Die erste Single, Please Stop Talking, folgte im September 2013. Zusammen mit seiner Partnerin Lir Shilton begann Saar Oron im Jahr 2014 mit den sogenannten GoPro Sessions. Dabei handelte es sich um eine Reihe von Cover-Aufnahmen, die mit GoPro-Kameras gemacht worden waren. Eine Tournee in den Jahren 2014 und 2015 führte Saar Oron unter anderem nach Paris.
2015 entstand in Zusammenarbeit mit Lir Shilton und Brendan Kavanagh in London eine Coverversion von Let's Twist Again.
2016 kam das Album Forever + a Day heraus.
Im selben Jahr veröffentlichte Oron eine Aufnahme, in der er als Jon Snow zusammen mit Lir Shilton vierhändig auf einer Gitarre den Themensong zu Game of Thrones spielte.
Nach zahlreichen Beiträgen auf der Plattform medium.com, in denen Oron über seine persönliche Lebensgestaltung reflektierte, beschloss er 2019, nur noch unter seinem ursprünglichen Namen aktiv zu werden. Seit 2020 ist Saar Oron Direktor des Unternehmens RIBBLR Ltd., das nichts mit Musik zu tun hat, sondern sich auf Handarbeit konzentriert. 